# Vuolip Gáidumjávri
Vuolip Gáidumjávri, enligt tidigare ortografi Vuolep Kaitumjaure, är en sjö i Gällivare kommun i Lappland och ingår i Kalixälvens huvudavrinningsområde. Sjön har en area på 15,1 kvadratkilometer och ligger 577 meter över havet. Vuolip Gáidumjávri ligger i Torne och Kalix älvsystem Natura 2000-område. Vuolip betyder nedre vilket syftar på att sjön är den mest nedströms liggande av de tre sjöarna Gáidumjávri.
Sjön avvattnas av vattendraget Kaitumälven (Gáidumeatnu). Huvudsakligt tillflöde är Sirččám som avvattnar Gaska Gáidumjávri. 

## Delavrinningsområde
Vuolip Gáidumjávri ingår i det delavrinningsområde (750796-163137) som SMHI kallar för Utloppet av Vuolep Kaitumjaure. Medelhöjden är 672 meter över havet och ytan är 63,29 kvadratkilometer. Räknas de 63 avrinningsområdena uppströms in blir den ackumulerade arean 1 130,68 kvadratkilometer. Avrinningsområdets utflöde Kaitumälven är ett biflöde till Kalixälven som mynnar i havet. Avrinningsområdet består mestadels av skog (39 procent) och kalfjäll (31 procent). Avrinningsområdet har 15,38 kvadratkilometer vattenytor vilket ger det en sjöprocent på 24,3 procent.